# Isaiah Piñeiro
Isaiah Piñeiro (Auburn, 5 febbraio 1995) è un cestista statunitense con cittadinanza portoricana.

## Carriera
Con Porto Rico ha disputato i Campionati mondiali del 2019.

## Palmarès
- Campionato lettone: 1

VEF Riga: 2020-21